# 凛々フルーツ
『凛々フルーツ』は、アカシックの1stフルアルバム。2016年3月16日にunBORDEから発売された。

## 収録曲
1. 結婚
2. 8ミリフィルム
3. サンデイバージンディアボーイ
4. 今日から夜は家にいるよ
5. ヨコハマカモメ
6. 飴と日傘
7. ギャングスタ
8. うたかたの日々
9. ロリータ
10. 華金
11. 馬鹿なハスキーエイジ
12. 恋は媚薬だなんて冷めるわ
13. 夢遊